# Nyírkarász, Szabolcs-Szatmár-Bereg
Nyírkarász  este un sat în districtul Kisvárda, județul Szabolcs-Szatmár-Bereg, Ungaria, având o populație de 2.404 locuitori (2011). 

## Demografie
Componența etnică a satului Nyírkarász
     Maghiari (97,32%)
     Romi (2,4%)
     Necunoscut (0,14%)
     Ucraineni (0,14%)
     Alții (0,14%)
Componența confesională a satului Nyírkarász
     Greco-catolici (31,74%)
     Romano-catolici (31,57%)
     Reformați (19,3%)
     Fără religie (1,83%)
     Necunoscută (15,56%)
     Alte religii (0,37%)
Conform recensământului din 2011, satul Nyírkarász avea 2.404 locuitori. Din punct de vedere etnic, majoritatea locuitorilor (97,32%) erau maghiari, cu o minoritate de romi (2,4%). Apartenența etnică nu este cunoscută în cazul a 0,14% din locuitori. Nu există o religie majoritară, locuitorii fiind greco-catolici (31,74%), romano-catolici (31,57%), reformați (19,3%) și persoane fără religie (1,83%). Pentru 15,56% din locuitori nu este cunoscută apartenența confesională.